# ریتو، شیگا
ریتو در استان شیگا در کشور ژاپن واقع شده‌است  که دارای جمعیت ۶۲٬۳۵۳ نفر و مساحت ۵۲٫۷۵ کیلومتر مربع با تراکم جمعیت ۱٬۱۸۲  نفر در کیلومترمربع است و در تاریخ ۱ اکتبر ۲۰۰۱ به عنوان شهر شناخته شد.